# Meijersplein (stacja metra)
Meijersplein – stacja metra w Rotterdamie, położona na linii  E (niebieskiej). Została otwarta 17 maja 2010. Stacja znajduje się w dzielnicy Schiebroek i jest również stacją w systemie kolei RandstadRail, łączącej Rotterdam z Hagą.